# Magnustjärnen (Gåxsjö socken, Jämtland)
Magnustjärnen är en sjö i Strömsunds kommun i Jämtland och ingår i Indalsälvens huvudavrinningsområde.